# Antigua (isola)
Antigua (AFI: /anˈtiɡwa/) è un'isola delle Piccole Antille, appartenente allo Stato di Antigua e Barbuda. Ha una superficie di 280 km² ed una popolazione di circa 80 161 abitanti. La capitale dell'isola è Saint John's, che è anche la capitale nazionale.
La vetta più alta è il Boggy Peak, circa 400 metri.
Vi si producono la canna da zucchero, l'ananas, alcuni agrumi, il cotone.
Fu scoperta nel 1493 da Cristoforo Colombo, che le diede il nome ispirandosi alla chiesa di Santa Maria La Antigua di Siviglia.
L'isola fu colonizzata dagli inglesi nel 1632 e rimase una colonia fino alla dichiarazione d'indipendenza nel 1981. Si unì alle vicine isole di Barbuda e Redonda e insieme formarono lo Stato di Antigua e Barbuda.
Ha una TV visibile sul web cioè ABS TV Live.
Ad Antigua, si trova il centro di recupero per tossicodipendenti “Crossroads Centre at Antigua” di Eric Clapton.

## Collegamenti esterni

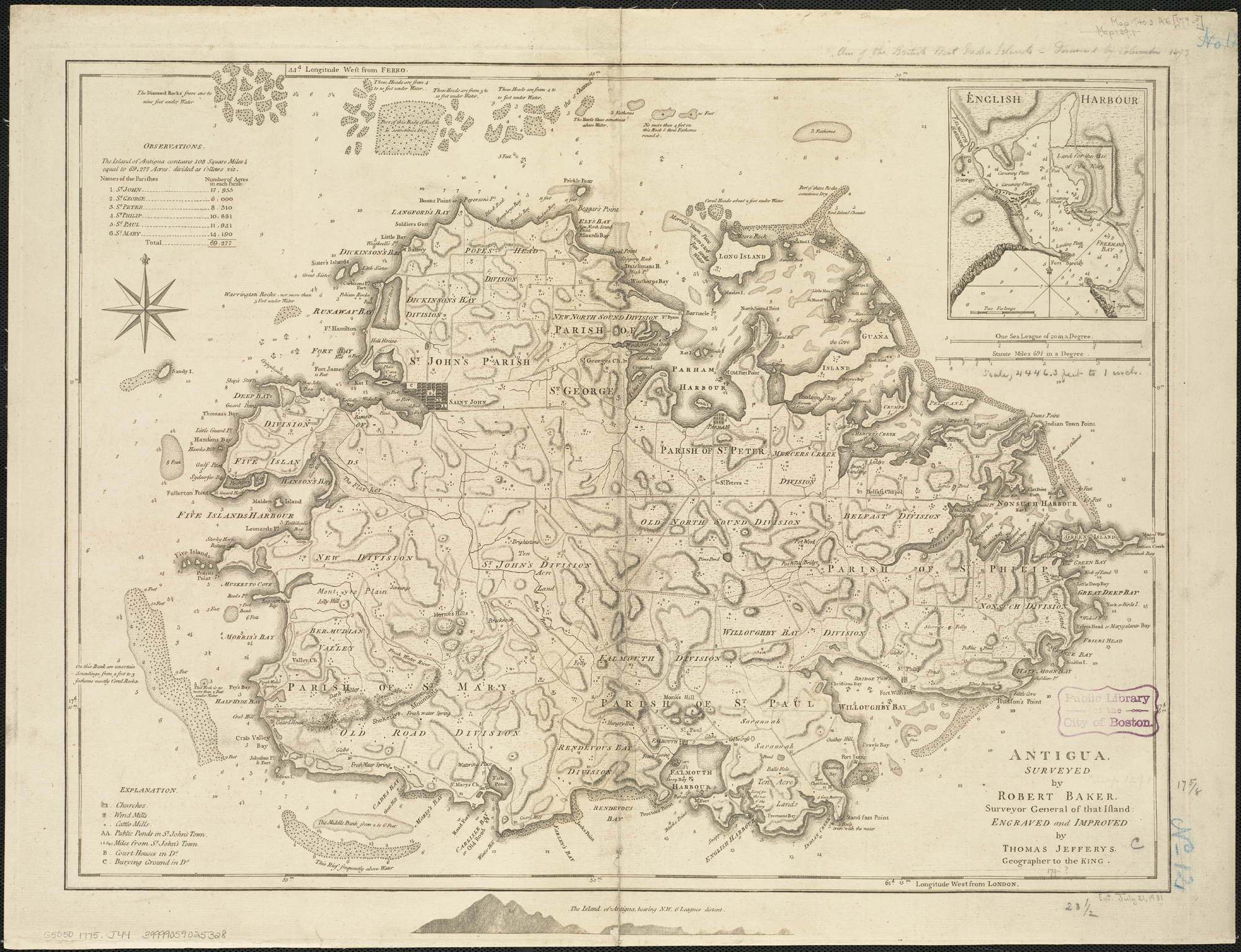
Antica mappa di Antigua (1755)